# Haarlem (Afrique du Sud)
Haarlem  est un village rural d'Afrique du Sud, situé dans la province du Cap-Occidental. 

## Localisation
Longée par la route R62 et la rivière du Jourdain, Haarlem  est située dans la vallée de Long Kloof, à 30 km au sud-est de Uniondale et à 26 km à l'ouest de Misgund dans le Cap-Oriental. 

## Démographie
Selon le recensement de 2011, Haarlem  compte 2 376 habitants (94,11 % de coloureds, 4,21 % de noirs et 0,93% de blancs). 
L'afrikaans est la première langue maternelle de la population locale (97,52%) devant l'anglais sud-africain (1,30%).

## Historique
Haarlem, baptisé d'après la ville homonyme située aux Pays-Bas, est initialement fondé en 1856 par J.C. Taute puis développé et renommé Anhalt-Schmidt par la Société missionnaire de Berlin à partir de 1860. Lors du recensement de 1891, Haarlem compte 550 habitants. Durant les années d'apartheid (1948-1991), le village est affecté à la population coloured en vertu du group Areas Act. 

## Économie
Haarlem est une localité rurale et agricole. 